# Samba em Hi-Fi
Samba em Hi-Fi (estilizado como SAMBA em HI-FI) é o segundo álbum do grupo brasileiro de samba-jazz Turma da Gafieira. Foi lançado em 1957 pelo selo Musidisc

## Faixas
| Lado A |                    |                                           |         |  |
| N.º    | Título             | Compositor(es)                            | Duração |  |
| 1.     | "Vai Com Jeito"    | João de Barro                             |         |  |
| 2.     | "Não Diga Não"     | Tito Madi / Georges Henry                 |         |  |
| 3.     | "Jarro da Saudade" | Mirabeau / Daniel Barbosa / Geraldo Blota |         |  |
| 4.     | "Maracangalha"     | Dorival Caymmi                            |         |  |
| 5.     | "Por Hoje É Só"    | Altamiro Carrilho                         |         |  |
| 6.     | "Vagabundo"        | Wilson Batista / Jorge de Castro)         |         |  |

| Lado B |                             |                                                                  |         |  |
| N.º    | Título                      | Compositor(es)                                                   | Duração |  |
| 7.     | "Saudade da Bahia"          | Dorival Caymmi                                                   |         |  |
| 8.     | "Conceição"                 | Jair Amorim / Valdemar de Abreu "Dunga"                          |         |  |
| 9.     | "Tumba Lê Lê"               | Francisco Neto / Nilton Neves / Jarbas Reis                      |         |  |
| 10.    | "Rosa Morena"               | Dorival Caymmi                                                   |         |  |
| 11.    | "Foi A Noite"               | Tom Jobim / Newton Mendonça                                      |         |  |
| 12.    | "Intenção (Onde Está Você)" | Tufic Lauar / Nelson de Morais / Alcides Evangelista de Mendonça |         |  |

## Créditos Musicais
Conforme o Instituto Memória Musical Brasileira, os músicos presentes neste álbum foram
- Maestro Cipó - Saxofone
- Altamiro Carrilho - Flauta
- Baden Powell - Violão
- Sivuca - Acordeom
- Edison Machado - Bateria